# Nikolo-Mikhàilovka
Nikolo-Mikhàilovka (en rus: Николо-Михайловка) és un poble del krai de Primórie, a l'Extrem Orient de Rússia, que en el cens del 2010 tenia 105 habitants. Pertany al districte rural de Iàkovlevski.